# Nkol Ebassimbi
Pour les articles homonymes, voir Nkol.
Nkol Ebassimbi est un village de l'arrondissement (commune) de Sa'a, dans le département de la Lékié et la région du Centre au Cameroun.

## Population
En 1961 le village comptait 651 habitants, principalement Manguissa.
Lors du recensement de 2005, 607 personnes y ont été dénombrées.
Avec Nkolndzomo, c'est l'une des rares localités où on parle le leti, une langue bantoïde méridionale.

### Filmographie
- Bienvenue à Nkol-Ébassimbi, 13 min 44 s, mise en ligne le 2 février 2014 voir en ligne